# Curva oroptera
La curva oroptera, chiamata anche cerchio cubico, è una curva definibile con il sistema di equazioni cartesiane
{\displaystyle \left\{{\begin{aligned}&x^{2}+z^{2}=2ax\\&bz=xy\end{aligned}}\right.} .
Equivalentemente essa è individuata dal sistema di equazioni parametriche 
{\displaystyle \left\{{\begin{aligned}&x-a=a\cos t\\&y=b\tan {\frac {t}{2}}\\&z=a\sin t\end{aligned}}\right.\qquad -\pi <t<\pi } ,
oppure, introducendo {\displaystyle u:=\tan {\frac {t}{2}}} , 
{\displaystyle \left\{{\begin{aligned}&x={\frac {2a}{1+u^{2}}}\\&y=bu\\&z=ux\end{aligned}}\right.\qquad -\pi <t<\pi } .
La curva oroptera si ottiene anche considerando il ramo della curva piana della funzione tangente {\displaystyle y=a\tan {\frac {x}{b}}} per {\displaystyle -{\frac {\pi b}{2}}<x<{\frac {\pi b}{2}}} e avvolgendo la fascia di piano relativa alla precedente disuguaglianza in modo da ottenere un cilindro di raggio b/2.
Nello studio della visione binoculare, la curva oroptera è quella porzione di spazio in cui gli occhi percepiscono un'immagine su aree retiniche corrispondenti, i cui punti vengono visti singolarmente. La scoperta è attribuita a Gerhard Vieth nel 1818, sebbene il termine fosse già stato introdotto da François d'Aguilon nel secondo dei suoi sei libri sull'ottica (Opticorum Libri Sex) nel 1613.
La porzione di spazio più distale e più prossimale rispetto alla superficie circolare, definita oroptero, viene percepita doppia, poiché non stimola aree retiniche corrispondenti. Questo fenomeno è definito "diplopia fisiologica".